# Linus (lune)
(22) Calliope I Linus, internationalement (22) Kalliope I Linus et désigné provisoirement S/2001 (22) 1, est une lune astéroïdale en orbite autour du gros astéroïde de type M, (22) Calliope.

## Découverte
Il a été découvert le 29 août 2001 par les astronomes Jean-Luc Margot et Michael E. Brown avec le télescope Keck II, à Hawaï. Une autre équipe a également détecté la lune avec le télescope de l'observatoire Canada-France-Hawaï le 2 septembre 2001. Les deux télescopes sont au Mauna Kea. Il a reçu la désignation provisoire S/2001 (22) 1, jusqu'à ce qu'il soit nommé Linus.

## Caractéristiques
Avec un diamètre d'environ 28 ± 2 km (17 ± 1 mi), Linus est très volumineux comparé à la plupart des lunes d'astéroïdes de la ceinture principale, et serait lui-même un astéroïde de bonne taille. Les seules lunes plus grandes connues de la ceinture principale sont les corps plus petits des doubles astéroïdes (617) Patrocle et (90) Antiope.
Il a été estimé que la précession de l'orbite de Linus avance à un rythme très rapide, couvrant ainsi un cycle complet en plusieurs années. On attribue principalement ce comportement à la forme non sphérique de Calliope. La luminosité de Linus a varié sensiblement entre les différentes observations, ce qui serait l'indicateur d'une forme allongée.
Linus s'est possiblement formé à partir du corps d'un impacteur entré en collision avec Calliope, ou par la capture du fragment de l'astéroïde parent (un proto-Calliope) après sa dislocation.

## Étymologie
Linus est nommé en référence à Linus, ou Linos, le fils de Calliope.
La proposition de nommage est apparue dans le document officialisant la découverte qui fut approuvée par l'Union astronomique internationale en septembre 2003.
Ce nom fait également écho à Linus Torvalds, inventeur du système d'exploitation Linux, et à Linus van Pelt, un personnage de la bande dessinée Peanuts.